# 筒針町
筒針町（つつばりちょう）は、愛知県岡崎市の町名。8の小字が設置されている。

## 地理
岡崎市西部に位置し、東から南は渡町、西は東本郷町・大和町、北は矢作町に接する。

### 河川
- 鹿乗川

### 小字
- 池尻（いけじり）
- 池田（いけだ）
- 上荒子（かみあらこ）
- 上川田（かみかわだ）
- 河原（かわら）
- 下荒子（しもあらこ）
- 下川田（しもかわだ）
- 元流（もとながれ）

## 世帯数と人口
2022年（令和4年）6月1日現在の世帯数と人口は以下の通りである。
| 町丁   | 世帯数  | 人口    |
| ------ | ------- | ------- |
| 筒針町 | 483世帯 | 1,078人 |

## 学区
市立小・中学校に通う場合、学区は以下の通りとなる。また、公立高等学校に通う場合の学区は以下の通りとなる。
| 番・番地等 | 小学校               | 中学校             | 高等学校普通科 |
| ---------- | -------------------- | ------------------ | -------------- |
| 全域       | 岡崎市立矢作南小学校 | 岡崎市立矢作中学校 | 三河学区       |

## 歴史
碧海郡筒針村を前身とする。

### 町名の由来
矢作川の堤に沿って開墾されたため、堤墾・土墾と呼ばれたことによる。

### 沿革
- 1889年（明治22年）10月1日 - 町村制施行・合併に伴い、碧海郡本郷村大字筒針となる[7][8]。
- 1901年（明治34年）4月4日 - 本郷村より分立し、渡村大字筒針となる[7][8]。
- 1906年（明治39年）5月1日 - 合併に伴い、矢作町大字筒針となる[7][9]。
- 1955年（昭和30年）4月1日 - 岡崎市へ編入し、同市筒針町となる[7][9]。

## 施設
- 東レ岡崎工場（一部）
- 教泉寺
- 天徳院
- 須佐之男神社

## 交通
- 愛知県道44号岡崎西尾線

## その他

### 日本郵便
- 郵便番号 : 444-0932[2]（集配局：岡崎郵便局[10]）。